# Hymn till Medelpad
Medelpadssången är en svensk lokalpatriotisk sång med text av Ali Nordgren och musik av Theofil Lindström. Sången inleds med stroferna Här, här vid älv, vid sjö och hav / en bygd, ett hem oss livet gav / som Medelpad vi kalla.
- https://www.youtube.com/watch?v=QtPFZ-k_D-s